# NGC 2424
NGC 2424 (другие обозначения — UGC 3959, MCG 7-16-9, ZWG 206.15, FGC 649, IRAS07372+3920, PGC 21558) — спиральная галактика с перемычкой (SBb) в созвездии Рыси. Открыта Эдуардом Стефаном в 1885 году.
Удалена приблизительно на 155 миллионов световых лет, её диаметр составляет около 160 тысяч световых лет. Светимость галактики в линии H-альфа на единицу площади диска составляет 1,3⋅1037 эрг·с−1·кпк−2, причём 13% этой светимости создаётся газом, находящимся вне плоскости галактики. Масса ионизованного газа вне плоскости диска составляет 2,2⋅108 M⊙. Отношение интенсивности излучения в линии [N II] к H-альфа не имеет монотонной зависимости от расстояния до плоскости галактики. В центральных областях это отношение больше единицы.
Этот объект входит в число перечисленных в оригинальной редакции «Нового общего каталога».